# مونيا الجبال الثلجية
مونيا الجبال الثلجية هو نوع من الطيور من فصيلة شمعية المنقار وهو يعرف أيضا باسم طائر مانكين الجبال الثلجية.

## روابط خارجية
- Species factsheet - BirdLife International